# Guillem III de Montpeller
Guillem III de Montpeller (morí en 1068) fou senyor de Montpeller des de l'any 1025 i governà que va morir. Va ser fill de Guillem II de Montpeller i de Béliarda o Beliardis, germà de Bernat Guillem (Guillem IV de Montpeller) el seu successor dinàstic, ja que sembla que mai es casà ni tingué descendència. Segon diuen va ser el darrer dels membres "obscurs" de la dinastia Guilhem. Se conserven documents seus al cartulari de la família, a la coneguda obra el "Liber Instrumentorum Memorialium".